# Acacia gittinsii
Acacia gittinsii é uma espécie de leguminosa do gênero Acacia, pertencente à família Fabaceae.